# Tanjungjaya (Tempuran)
Tanjungjaya is een bestuurslaag in het regentschap Karawang van de provincie West-Java, Indonesië. Tanjungjaya telt 4689 inwoners (volkstelling 2010).